# Elecciones presidenciales de Ecuador de 1845
Elección indirecta del Presidente Constitucional y Vicepresidente Constitucional del Ecuador en la Asamblea Constituyente de 1845 para un período de 4 años, promulgándose la Primera Constitución Marcista.

## Antecedentes
Finalizada la Revolución Marcista de 1845 que derrocó al expresidente Juan José Flores (1830-1834)(1839-1845) y el reconocimiento de todo el país de la autoridad del Gobierno Provisiorio se acordó la convocatoria de una nueva asamblea constituyente en Cuenca con el objetivo de restaurar el orden jurídico y designar al nuevo Presidente y Vicepresidente Constitucional de la República.
Vicente Ramón Roca asumió el cargo de Presidente Constitucional de la República el 8 de diciembre de 1845.

## Candidatos y Resultados
Esta elección fue controvertida por las numerosas irregularidades, necesitándose 80 votaciones para elegir al presidente, lográndose a través de la compra de votos y pactos a favor de Vicente Ramón Roca.

La Constitución exigía una votación de dos terceras partes para elegir el presidente de la República. El autor Eduardo Muñoz Borrero resume así forma en que triunfó Roca:
"Las posiciones son irreductibles: nadie quiere ceder en sus puntos de vista. Ochenta escrutinios se suceden en cuatro días angustiosos y de expectación colectiva. Hasta que al cabo un hombre, el coronel José María Vallejo, a riesgo de perder campo entre los de su grupo, depone su actitud y da el voto que necesitaba Roca para contemplar las dos terceras partes que exigía la Constitución recién nacida; los del bando derrotado denuestan a los triunfadores. Rocafuerte y Pedro Moncayo son los más extremosos. El primero profiere aquella frase, que luego se volverá lugar común: 'se había preferido la vara del mercader a la musa de Junín'."

### Presidente
| Partido     | Presidente                      | Cargos Previos                               | Votos |
| ----------- | ------------------------------- | -------------------------------------------- | ----- |
| Liberal     | Vicente Ramón Roca Rodríguez    | Miembro del Gobierno Provisorio (1845)       | 27    |
| Liberal     | José Joaquín de Olmedo y Maruri | Vicepresidente de la República (1830 - 1831) | 13    |
| Liberal     | Modesto Larrea y Carrión        | Vicepresidente de la República (1831 - 1834) | 1     |
| Conservador | Diego Noboa y Arteta            | Miembro del Gobierno Provisorio (1845)       | 3     |

Fuente:

### Vicepresidente
| Partido     | Vicepresidente                  | Cargos Previos                                 | Votos |
| ----------- | ------------------------------- | ---------------------------------------------- | ----- |
| Liberal     | Pablo Merino Ortega             | Presidente de la 4° Convención Nacional (1845) | 37    |
| Liberal     | José Joaquín de Olmedo y Maruri | Vicepresidente de la República (1830 - 1831)   | 1     |
| Liberal     | Modesto Larrea y Carrión        | Vicepresidente de la República (1831 - 1834)   | 1     |
| Conservador | Diego Noboa y Arteta            | Miembro del Gobierno Provisorio (1845)         | 1     |

Fuente: